# Gusztyn
Gusztyn (ukr. Гуштин) – wieś w rejonie czortkowskim obwodu tarnopolskiego. W II Rzeczypospolitej miejscowość była siedzibą gminy wiejskiej Gusztyn w powiecie borszczowskim województwa tarnopolskiego. Wieś liczy 589 mieszkańców. 
W latach 1944–1945 nacjonaliści ukraińscy z OUN-UPA zamordowali tutaj 12 Polaków.